# Разработка фильма «Звёздный путь 4»
Звёздный путь 4 (англ. Star Trek 4) — рабочее название американского научно-фантастического фильма, разрабатываемого «Paramount Pictures по мотивам телесериала Звёздный путь» Джина Родденберри. Предполагалось, что он станет 14-м фильмом франшизы «Звёздный путь» и четвертой частью серии перезагрузки. С 2015 года в разработке было несколько разных итераций фильма.
Разработка нового фильма «Звёздный путь» после «Стартрек: Бесконечность» (2016) была раскрыта до выхода этого фильма в сценаристах Джей Ди Пейна и Патрика Маккея. В декабре 2017 года Квентин Тарантино представил свою идею нового фильма «Звёздный путь» продюсеру Джей Джей Абрамсу, и разработка началась отдельно от сиквела «За гранью». С. Дж. Кларксон был нанят для постановки последнего в апреле 2018 года, но переговоры со звёздами Крисом Пайном и Крисом Хемсвортом закончились в августе того же года, когда актеры покинули проект. Ной Хоули был нанят в ноябре 2019 года для написания сценария и постановки новой версии франшизы. В январе 2020 года Тарантино сообщил, что решил не снимать свой фильм «Звёздный путь». Версия Хоули была отложена в августе того же года, чтобы позволить Paramount выбрать лучшее направление для франшизы. Калинда Васкес должна была написать сценарий нового фильма в марте 2021 года.
Сценарий, отличный от сценария Васкеса, был разработан Линдси Бир и Женевой Робертсон-Дворет, а Мэтт Шакман был нанят для постановки этого фильма в июле. Сценарий переписывали Джош Фридман и Кэмерон Сквайрс в ноябре, а переговоры о возвращении Пайна и остальных главных героев из сериала о перезагрузке начались в феврале 2022 года. Шакман покинул фильм из-за конфликта в расписании в августе того же года, и Paramount начала искать нового режиссёра.

## Предыстория
Незадолго до того, как в июне 2015 года начались съёмки фильма «Стартрек: Бесконечность», Paramount Pictures в последний момент завершила пересмотр контракта с главными актёрами фильмов о перезагрузке франшизы «Звёздный путь». Это дало актёрам повышение зарплаты, когда они подписали контракт с Крисом Пайном и Закари Куинто, чтобы те вернулись в четвёртом фильме в своих ролях Джеймса Т. Кирка и Спока. Продвигая выпуск «Бесконечности», продюсер Джей Джей Абрамс сообщил 15 июля 2016 года, что в четвёртом фильме Крис Хемсворт снова сыграет роль Джорджа Кирка, отца персонажа Пайна, из пролога первого фильма о перезагрузке «Звёздный путь» (2009 года). Абрамс добавил, что роль Павла Чехова не будет переснята после смерти актёра Антона Ельчина месяцем ранее. 18 июля Paramount Pictures официально анонсировала четвёртый фильм о перезагрузке «Звёздного пути» с временным названием «Звездный путь 4». Объявление подтвердило возвращение Хемсворта и Пайна, а также большей части основного состава «Бесконечности», с Абрамсом, продюсирующим вместе с Линдси Вебер в их компании Bad Robot Productions. Джей Ди Пейн и Патрик Маккей были наняты для написания сценария сиквела после выполнения незарегистрированной письменной работы над «Бесконечностью». Дэвид Эллисон и Дана Голдберг из Skydance Media были назначены исполнительными продюсерами.
Выступая в качестве гостя в программе «The Nerdist Podcast» в декабре 2015 года, режиссёр Квентин Тарантино выразил заинтересованность в создании фильма «Звёздный путь». Он заявил, что является поклонником сериала «Звёздный путь: Оригинальный сериал», а также фильма-перезагрузки Абрамса 2009 года, и считает, что многие классические эпизоды «Звёздного пути» можно «легко расширить» до художественного фильма; в качестве примера он привел серию «Вчерашнее предприятие» (1990) сериала «Звёздный путь: Следующее поколение». В сентябре 2017 года, после того как на YouTube снова появился отрывок из этого обсуждения, Тарантино спросили о постановке фильма «Звёздный путь», и он сказал, что «стоит обсудить это». Он отметил, что планировал уйти на пенсию после того, как снял десять фильмов, а уже снял восемь. И Пайн, и Куинто по отдельности заявили ранее в 2017 году, что они не слышали никаких новостей о новом фильме «Звёздный путь», кроме того, что он пишется. Карл Урбан, который изображает Леонарда Маккоя в фильмах, подтвердил это в сентябре и выразил заинтересованность в том, чтобы четвёртый фильм представил бывшую жену и дочь Маккоя. В декабре того же года Тарантино обратился к Абрамсу и Paramount по поводу идеи, которая у него была для нового фильма «Звёздный путь», и разработка проекта началась в студии. На CinemaCon в апреле 2018 года генеральный директор Paramount Джим Янопулос заявил, что продолжение «Бесконечности» и предложенный Тарантино фильм находятся в разработке.

## Квентин Тарантино

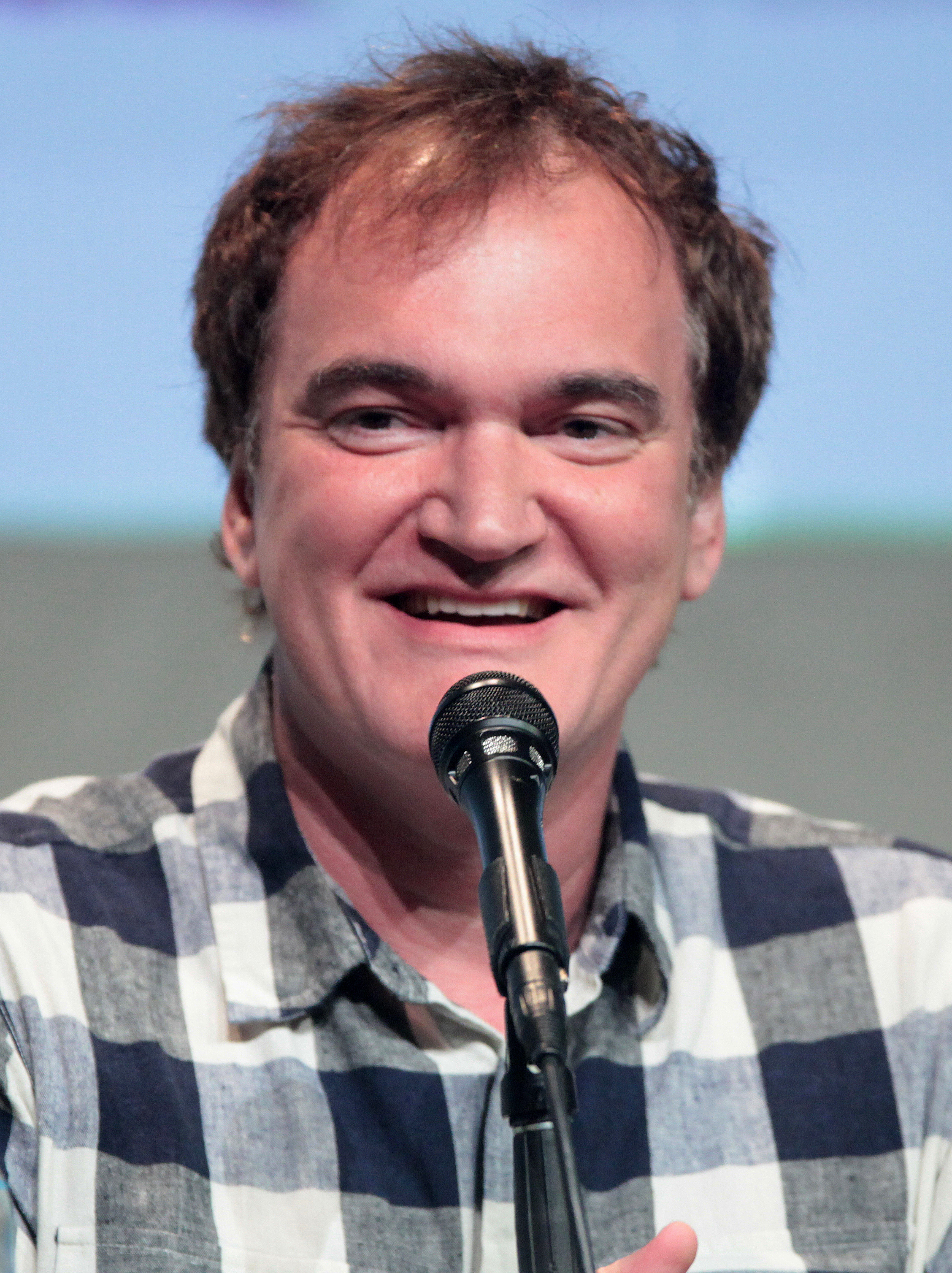
Квентин Тарантино начал разработку фильма «Звёздный путь» в декабре 2017 года, но в январе 2020 года решил не снимать фильм.

История Тарантино была основана на серии «Часть действия» (1968) «Оригинального сериала», действие которого происходит на чужой планете с «землеподобной гангстерской культурой 1920-х годов». Через несколько дней после того, как об этом было объявлено, Тарантино и Абрамс собрали комнату сценаристов, в которую вошли Марк Л. Смит, Линдси Бир, Дрю Пирс и Меган Амрам, чтобы выслушать идею и приступить к её воплощению в фильм. Один из группы выбран для написания сценария, в то время как Тарантино сосредоточится на своем девятом фильме «Однажды в Голливуде» (2019); Смит считался лидером. В рамках своих первоначальных обсуждений Абрамс и Paramount согласились, что фильм может получить рейтинг R, как и предыдущие фильмы Тарантино, что сделало бы его первым фильмом «Звёздный путь» с рейтингом R.
К концу декабря Смита наняли для написания сценария. Президент Paramount Вик Годфри привел фильм Тарантино «Звёздный путь» в качестве примера того, как студия омолаживает свои существующие франшизы, полагая, что «глаза людей загораются» при мысли о присоединении режиссёра к франшизе. Предыдущие актёры «Звёздного пути» Патрик Стюарт и Уильям Шатнер выразили заинтересованность в возвращении во франшизу, чтобы работать с Тарантино над его проектом. Ранее они изображали Жан-Люка Пикара в «Звёздном пути: Следующее поколение» и Джеймса Т. Кирка в «Звёздном пути: Оригинальный сериал» соответственно. Куинто предполагал, что актёрский состав фильмов Абрамса будет играть главную роль в фильмах Тарантино, что вскоре повторил Саймон Пегг, сыгравший Монтгомери Скотта в фильмах Абрамса. В апреле 2018 года считалось, что действие фильма Тарантино происходит в другой временной шкале, чем сиквел «Возмездие», и потенциально он может стать ещё одной перезагрузкой франшизы.
В мае 2019 года Тарантино подтвердил, что его фильм «Звёздный путь» все еще находится в разработке, объяснив, что сценарий уже написан, и он вернётся к проекту после выхода «Однажды в Голливуде» в июле того же года. Месяц спустя он сказал, что сделает заметки по сценарию, как только у него будет возможность, и подтвердил, что фильму будет присвоен рейтинг R. В июле Тарантино сказал, что прочитал сценарий Смита, и он ему понравился, но есть элементы, над которыми он хотел бы поработать. Он описал фильм как «Криминальное чтиво в космосе». Он также сказал, что ему нравятся роли Пайна и Квинто в фильмах Абрамса, и он хотел, чтобы они сыграли главную роль в его фильме, но он хотел, чтобы его история была прямым приквелом к оригинальному сериалу «Звездный путь», а не в альтернативном сериале с временной шкалой, как в фильмах Абрамса; при обсуждении разных временных рамок с Абрамсом Тарантино сказал: «Я этого не понимаю, мне это не нравится», и Абрамс призвал его полностью их игнорировать.
Когда его спросили, как фильм «Звёздный путь» впишется в его план из десяти фильмов, Тарантино признал, что он мог бы использовать лазейку, сказав: «Звёздный путь не в счет», а затем снять десятый оригинальный фильм, но предположил, что он предпочёл бы снять десять фильмов, независимо от того, является ли этот десятый фильм частью франшизы «Звёздный путь» или нет. В декабре 2019 года Тарантино заявил, что «уклоняется» от режиссуры фильма, но не принял официального решения. Через месяц он подтвердил, что не собирается снимать фильм. Он действительно подумал, что это хорошая идея для фильма «Звёздный путь», и предложил, чтобы он всё же был снят, предложив сделать заметки о первом монтаже.

## Эс Джей Кларксон

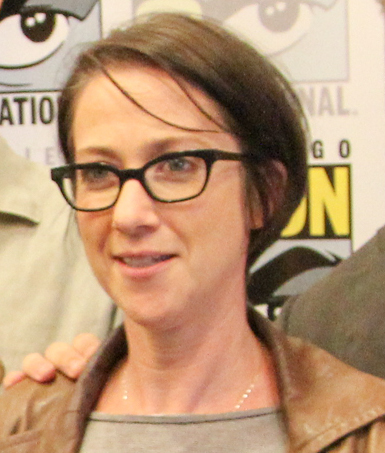
С. Дж. Кларксон была нанята первой женщиной-режиссером фильма «Звёздный путь», но ее версия проекта была отменена к январю 2019 года.

Эс Джей Кларксон начала переговоры о постановке сиквела фильма «Бесконечность» в апреле 2018 года. Абрамс и Paramount долго искали женщину-режиссёра, и Кларксон должна была стать первой женщиной, снявшей фильм «Звёздный путь». Пейн и Маккей завершили сценарий, но Paramount ещё предстояло подписать новые контракты для основных актёров, кроме Пайна и Куинто, включая Урбана, Пегга, Джона Чо (Хикару Сулу) и Зои Салданья (Нийота Ухура). После того, как Кларксон присоединилась к фильму, Куинто сказал, что проект вступает в «фазу логистики», и выразил сомнение по поводу новой работы с режиссёром после того, как они оба работали над телесериалом «Герои». В июле 2018 года Дженнифер Моррисон выразила заинтересованность в повторении своей роли жены Джорджа Кирка Вайноны из «Звёздного пути» (2009), и Данай Гурира была близка к тому, чтобы сыграть в фильме. Пегг встретился с Кларксон, чтобы обсудить проект в ожидании того, что производство начнется в начале 2019 года.
Переговоры по контракту между Пайном, Хемсвортом и студиями закончились тем, что Пайн и Хемсворт покинули фильм в августе 2018 года. У пары были действующие контракты на фильм после того, как Пайн подписал контракт в июне 2015 года, а Хемсворт присоединился в июле 2016 года, но Paramount и Skydance хотели снизить бюджет фильма из-за недостаточной финансовой эффективности «Бесконечности» и в связи с этим хотели уменьшить зарплату актёрам. Ожидалось, что разработка фильма продолжится без Пайна и Хемсворта, поскольку он считался приоритетным проектом для студий. Переговоры с Салданьей, Квинто, Урбаном, Пеггом и Чо к тому моменту ещё не начались, так как они ждали завершения переговоров с Пайном и Хемсвортом. В конце месяца Урбан сказал, что производство фильма должно было состояться в Соединенном Королевстве, где базируется Кларксон, и что он просто ждал возобновления переговоров с Пайном и Хемсвортом. Месяц спустя Пайн сказал, что всё ещё хочет снять фильм, добавив: «Посмотрим, что получится». Несмотря на это, к январю 2019 года фильм был отменен, и Кларксон перешла к другим проектам.
В мае 2019 года Хемсворт сказал, что отказался от фильма, потому что сценарий его не впечатлил. В октябре 2022 года Пейн и Маккей сообщили, что работали над сценарием два с половиной года с Кларксоном и продюсером Линдси Вебер. История была вдохновлена серией «Реликвии» (1992) сериала «Звёздный путь: Следующее поколение», в котором выясняется, что Монтгомери Скотт жив спустя много лет после его предполагаемой смерти в буфере транспортера. В сценарии Пейна и Маккея команда «Энтерпрайза» исследует обломки авианосца «Кельвин» и обнаруживает, что Джордж Кирк сохранил свою копию до того, как корабль взорвался, и теперь может взаимодействовать со своим сыном. Сценаристы описали эту историю как галактическое приключение отца и сына, показывающее отношения, аналогичные отношениям между Индианой Джонсом и его отцом Генри в фильме «Индиана Джонс и последний крестовый поход» (1989). Они добавили, что в фильме был оригинальный злодей, и он базировался на основной идее научной фантастики, вдохновленной фильмом «Космическая одиссея 2001 года» (1968).

## Ной Хоули

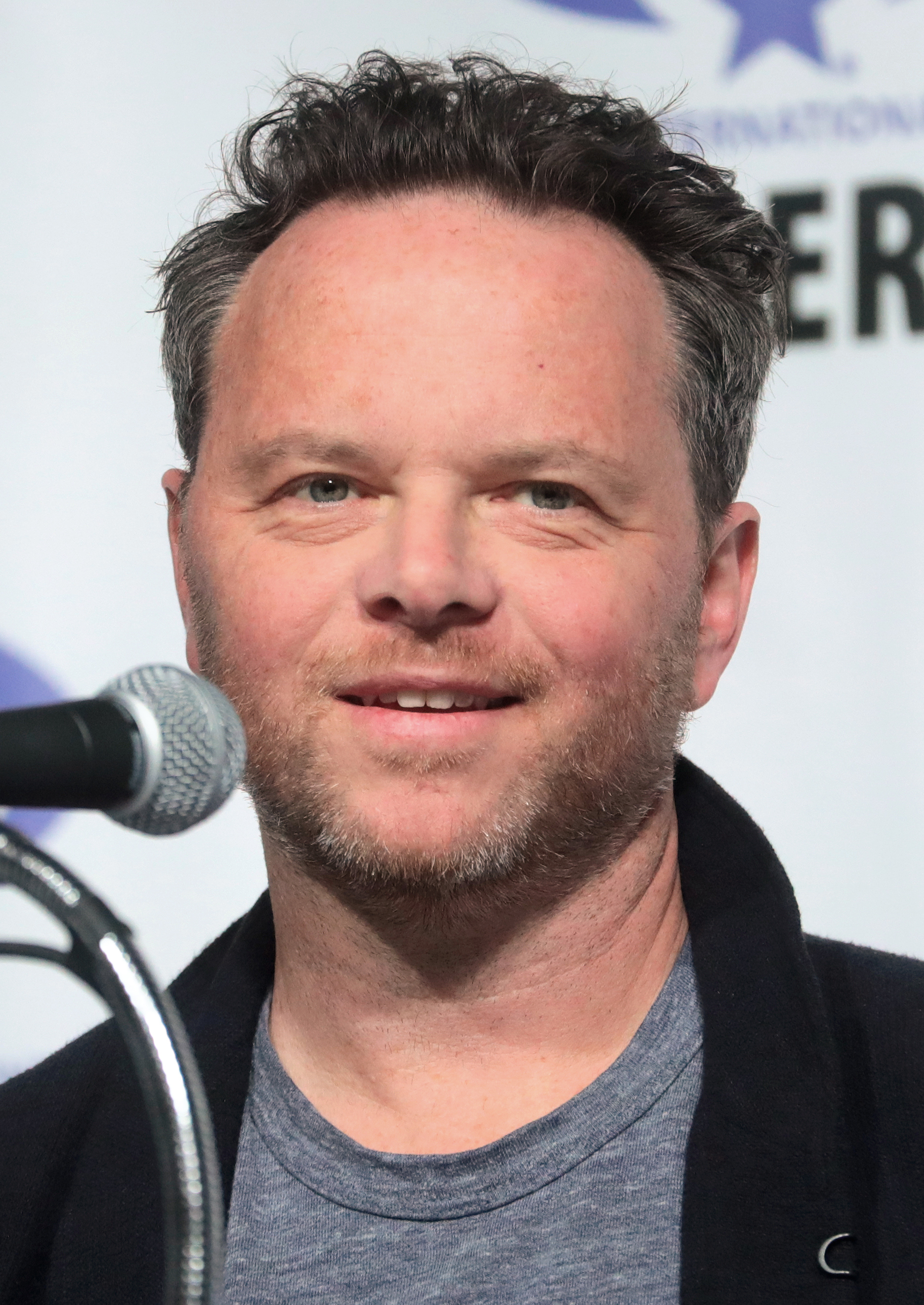
Ной Хоули был нанят для написания сценария и постановки нового фильма «Звёздный путь» в ноябре 2019 года, но дело так и не продвинулось.

Ной Хоули был нанят для написания сценария и постановки нового фильма «Звёздный путь» для Paramount в ноябре 2019 года, который он будет продюсировать в рамках своей компании 26 Keys Production вместе с Абрамсом. В фильме должен был появиться новый сюжет, отличный от предпосылки путешествия во времени Джорджа Кирка, а также отдельный от сюжетной идеи Тарантино, хотя ожидалось, что фильм станет продолжением фильма «Бесконечность» и в него вернутся Пайн, Квинто, Урбан и Салдана. Paramount и Skydance надеялись, что переговоры с актерами будут более успешными без Хемсворта и с новой историей.
В январе 2020 года Хоули сказал, что начнет работу над фильмом после завершения четвертого сезона своего телесериала «Фарго». Он добавил, что название фильма «Звездный путь 4» было неправильным, а сообщения о возвращении актёрского состава «Бесконечности» не обязательно было правильными, объяснив, что он обратился к Paramount со своим собственным видением франшизы, которое будет отличаться от предыдущих фильмов и, вероятно, будет привлекать новых персонажей. Для Хоули было важно рассказать новую историю с уважением к исходному материалу, как сделал с «Фарго» и «Легионом», и он особо говорил о том, чтобы пробудить ценности «Звёздного пути»: «исследование и человечество в лучшем виде, разнообразие и творческое решение проблем».» Он сослался на сцену из «Звёздный путь 2: Гнев Хана» (1982), в котором Кирк «надевает очки для чтения и опускает щиты Хана. Это ничего не стоит. Но это то триумфальное чувство, чтобы [перехитрить] врага», которое Хоули хотел воссоздать. Хоули обсудил фильм со своим частым композитором Джеффом Руссо, который по совпадению уже был композитором телесериалов «Звёздный путь: Дискавери» и «Звёздный путь: Пикар». Руссо был взволнован возможностью работать над фильмом с Хоули, и сказал, что они обсуждали историю Хоули и намерения относительно музыки. Руссо начал сочинять музыкальные темы для фильма.
В феврале генеральный директор ViacomCBS Боб Бакиш заявил, что Paramount разрабатывает только один новый фильм «Звёздный путь». Хоули всё ещё работал над фильмом в мае, во время пандемии COVID-19. В июле того же года Роберт Саллин, продюсер фильма «Звёздный путь 2: Гнев Хана», сообщил, что у него есть концепция нового фильма «Звёздный путь», для которой он пишет сценарий. Он сказал, что это будет «непохоже ни на что, что делалось в «Звёздном пути» раньше». Саллин обсудил свою концепцию с Paramount, но ему сказали, что студия не будет рассматривать какие-либо другие предложения для фильмов «Звёздный путь», пока они не увидят сценарий Хоули. Проект Хоули был приостановлен в августе 2020 года новым президентом Paramount Pictures Эммой Уоттс, главным приоритетом которой в студии было определить направление франшизы «Звёздный путь». Хоули всё ещё намеревался снять фильм, и позже подтвердил, что в нём будут представлены новые персонажи. Он добавил, что его история имеет явную связь с существующим каноном «Звёздного пути», подобно тому, как первый сезон «Фарго» имеет сюжетную связь с одноименным фильмом 1996 года. Сообщается, что в сценарии также фигурирует сюжет о смертельном вирусе, который можно считать «неудобным» из-за пандемии. Хоули сказал, что фильм был «очень близок к производству», когда Уоттс приостановил его, с кастингом, съемки должны были пройти в Австралии, а Хоули в то время готовился переехать в эту страну.

## Переоценка
В дополнение к фильму Хоули Уоттс рассматривал два других варианта будущего франшизы: новую попытку продолжения «Возмездия» с участием актёров из предыдущих фильмов или новый фильм, в котором пересматривается сюжетная идея Тарантино, но с новым режиссёром. Майк Флеминг-младший из «Deadline Hollywood предположил, что фильм с участием предыдущего состава может иметь «самый верный путь» вперед, а фильмы Хоули и Тарантино считаются более подходящими в качестве побочных продуктов основной франшизы, сродни Логану» из франшизы «Люди Икс» (2017). Флеминг добавил, что в следующем фильме потребуется «акцент на увеличении валовых доходов за рубежом, что никогда не было сильной стороной франшизы». В сентябре 2020 года Хоули сказал, что его фильм «всё еще жив, просто находится в стазисе», но в ноябре того же года сказал, что он «больше не кажется [его] ближайшим будущим». Также в течение 2020 года режиссёр «Гнева Хана» Николас Мейер написал подробное предложение со своим партнером-продюсером Стивеном-Чарльзом Джаффе для нового проекта «Звёздный путь», включая обработку и иллюстрации. Мейер сказал, что проект не был связан ни с одним из предыдущих фильмов франшизы и был поставлен в промежутке на временной шкале «Звёздного пути», где можно было рассказать оригинальную историю с новыми персонажами. Он описал проект как художественный фильм, но сказал, что это также может быть телесериал или сочетание телевидения и кино. Мейер и Джаффе представили это предложение телепродюсеру «Звёздного пути» Алексу Курцману, Абрамсу и Уоттсу, но к марту 2021 года ничего не получили от Paramount. В то время Paramount поручила сценаристу «Звёздного пути: Дискавери» Калинде Васкес написать сценарий для нового фильма «Звёздный путь», основанного на её собственной оригинальной идее, с продюсированием «Плохого робота» Абрамса. Месяц спустя студия запланировала выпуск безымянного фильма «Звёздный путь» на 9 июня 2023 года.

## Мэтт Шакман
После успеха в режиссуре мини-сериала «Marvel Studios Ванда/Вижн» (2021) Мэтт Шакман отклонил несколько предложений в пользу режиссуры следующего фильма «Звёздный путь» и подписал контракт к середине июля 2021 года. Уоттс очень настаивала на том, чтобы нанять Шакмана для проекта, и его подписание считалось для неё удачным ходом. Было подтверждено, что Абрамс продюсирует фильм со сценарием, написанным Биром и Женевой Робертсон-Дворет, который был отделен от сценария, для написания которого был нанят Васкес. Дата выхода фильма Шакмана была назначена на июнь 2023 года, и, как говорили, он движется с «деформационной скоростью» после того, как его наняли перед запланированным началом съёмок в начале-середине 2022 года. На тот момент никаких сделок с актёрами заключено не было, но Paramount надеялась, что Пайн и другие главные актёры из его предыдущих фильмов вернутся. Из-за того, что после «Бесконечности» не было новых фильмов «Звёздный путь», студия решила провести исследование рынка, чтобы определить, интересует ли аудитория предыдущий состав. Paramount решила вернуть их после того, как определила, что группа вызвала «устойчивый энтузиазм публики». В ноябре 2021 года выпуск фильма был перенесен на 22 декабря 2023 года, чтобы освободить место в графике Paramount для отложенного фильма «Трансформеры: Восхождение Звероботов» (2023). К тому времени Джош Фридман и Кэмерон Сквайрс переписывали сценарий фильма.
Абрамс и новый генеральный директор Paramount Pictures Брайан Роббинс объявили во время мероприятия для инвесторов Paramount в феврале 2022 года, что вернутся основные актёры из трёх предыдущих фильмов «Звёздный путь», в том числе Пайн, Куинто, Пегг, Урбан, Салданья и Чо. Борис Кит и Аарон Коуч из The Hollywood Reporter заявили, что это объявление стало прорывом после предыдущих неудачных попыток продолжить франшизу, хотя это стало неожиданностью для актёров и их агентов, поскольку переговоры об их возвращении ещё не начались. Пайн будет первым из актёрского состава, который впоследствии вступит в досрочные переговоры, потому что он считался «стержнем» проекта. Кит и Миа Галуппо объяснили The Hollywood Reporter, что сценарий всё ещё находится в разработке, и Paramount ещё не согласовала официальный бюджет или зелёный свет. Бюджет теперь, вероятно, должен будет учитывать более крупные сделки с актёрами, поскольку Paramount отказалась от своих переговорных рычагов, сделав объявление первой. Студия решила сделать это, чтобы продвигать фильм во время мероприятия для инвесторов, и была готова заплатить за актёрский состав больше, чем во время первоначальных переговоров с Пайном в 2018 году, из-за другого развлекательного контента: более крупные актёрские контракты стали более распространенными в мире. В эпоху потокового вещания у Paramount появились новые руководители, и её финансовое положение стало более сильным, а студии нужно было предоставлять контент для потокового сервиса Paramount+. «Звёздный путь» считался ключевой франшизой в международном расширении службы из-за его научно-фантастического повествования и разнообразного состава.
В марте 2022 года Пайн заявил, что не видел нового сценария к фильму, но актёры были рады вернуться во франшизу. Салданья подтвердила это, и оба актёра сказали, что группа чувствовала, что почтит память Ельчина, продолжив сериал. Урбан выразил заинтересованность в возвращении в новый фильм, но отметил, что у него возможна потенциальная проблема в расписании из-за съёмок в сериале «Пацаны». В апреле Пайн предположил, что следующий фильм должен иметь меньший бюджет и сосредоточиться на том, чтобы порадовать существующих поклонников «Звёздного пути», а не надеяться заработать столько же денег, как фильм Marvel Studios, или соблазнить поклонников, не являющихся фанатами «Звёздного пути», сказав: «Давайте сделаем фильм для поклонников, которые любят эту группу людей, которые любят эту историю, которые любят Звёздный путь. Давайте сделаем это для них, и тогда, если люди захотят прийти на вечеринку, отлично. Но сделайте это по цене и сделайте это, чтобы если он принесет полмиллиарда долларов, это действительно хорошо». В июле того же года Variety сообщила, что зарплата Пайна за фильм составила 13 миллионов долларов США. Шакман покинул фильм через месяц после того, как вернулся в Marvel Studios, чтобы снять «Фантастическую четвёрку» (2025). Paramount посетовал, что «время не совпало» для него, чтобы работать над обоими. Фильм по-прежнему считался главным приоритетом для студии, которая сразу же начала искать нового режиссёра, но вскоре после этого он был удалён из графика выпуска компании.
К январю 2023 года дальнейших обновлений по фильму не поступало, когда София Бутелла выразила заинтересованность в повторении своей роли Джейлы из «Бесконечности» в следующем фильме. Месяц спустя Шакман сказал, что ему очень жаль, что он не смог «заставить время работать» для проекта. Он отказался раскрыть какие-либо подробности этой истории, поскольку считал, что версия фильма, над которой он работал, всё ещё находится в разработке. В начале марта Абрамс сказал, что идёт поиск нового режиссёра, и выразил мнение, что сюжет для следующего фильма столь же убедителен, как и сюжет для фильма-перезагрузки 2009 года. К тому времени Пайну ещё предстояло прочитать сценарий следующего фильма.
В августе 2023 года Закари Куинто сообщил, что не уверен в том, что фильм будет когда-либо снят, поскольку у команды множество творческих разногласий.